# 三教

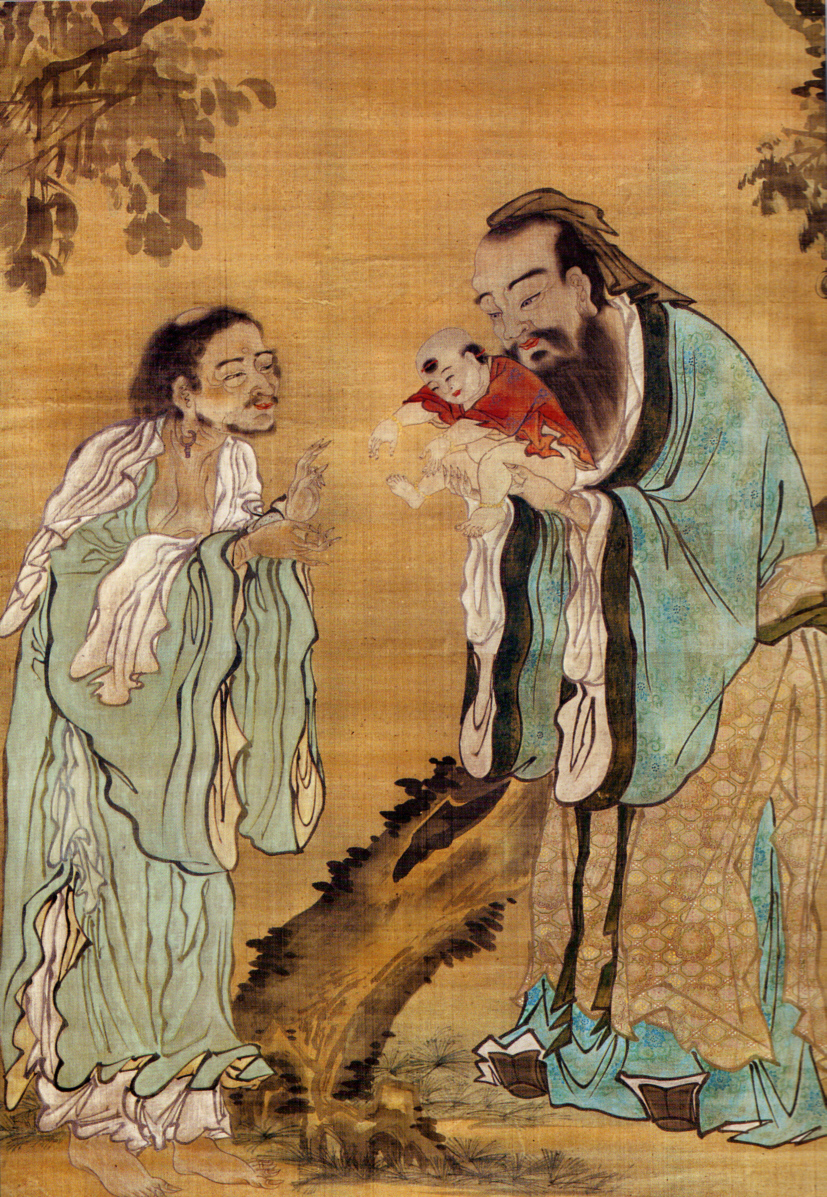
孔子将释迦牟尼递予老子，图作于清代

三教，又称道釋儒或儒釋道，在漢人、中華乃至大中華文化圈的經典文化中，指的是道教、释教、儒教等三大主流宗教或信仰。
三教概念的发展，魏晋南北朝是一个阶段，唐宋是一个阶段，元明清又是一个阶段。在最初，虽然有三教连称，不过彼此是完全独立的，之后相互影响，互相融合，最后形成了“三教”合一的中国文化宗教，並影響朝鮮半島、越南和琉球。三教既各自独立，又相互包容并融合，形成了一个系統。
在三教体系的道教道观往往以佛教佛、菩萨和儒教圣贤作陪奉，佛教也常常吸收道教的神仙和儒教的圣贤為護法神，並於寺院供奉。中国有四大道教名山和四大佛教名山，其实都是以本教为主、三教合流的场所。中国的五岳，也是三教合一的文化名山。如在嵩山，少林寺、中岳庙、嵩阳书院鼎足而立；其中的少室山安阳宫主殿洞内祀孔子、老子、释迦牟尼，门上书：“才分天地人总属一理，教有儒释道终归一途。”